# Alberto Giacomin
Alberto Giacomin (Cordignano, 31 marzo 1947) è un ex calciatore italiano, di ruolo difensore.

## Caratteristiche tecniche
È stato utilizzato come terzino marcatore oppure come stopper; sul finire di carriera è stato schierato come libero. Occasionalmente ha giocato come mediano con compiti di copertura

## Carriera
Cresciuto nelle giovanili del Vittorio Veneto, nel 1966 passa al Milan dove disputa una partita nella Coppa delle Alpi 1967. Nel 1968 viene ceduto in prestito al Cesena dove debutta in Serie B.
Ritornato al Milan, nell'estate 1969 passa alla Casertana, inizialmente ammessa alla Serie B e successivamente declassata a favore del Taranto. Con i campani vince il campionato di Serie C 1969-1970 e disputa il successivo campionato di Serie B, terminato con la retrocessione; disputa altre due stagioni in Serie C a Caserta prima di passare al Livorno, sempre in terza serie.
Nel 1974 viene acquistato dal Piacenza di Giovan Battista Fabbri, con cui vince un altro campionato di Serie C nella stagione 1974-1975. Non segue gli emiliani tra i cadetti, e a settembre viene ceduto in Serie D alla Sanremese, dove rimane per due stagioni di Serie D. Nel 1977, dopo due stagioni concluse con anonimi piazzamenti di centroclassifica, viene posto in lista di trasferimento dal club ligure, e si accorda con il Vittorio Veneto.

## Palmarès
- Campionato italiano Serie C: 2

Casertana: 1969-1970
Piacenza: 1974-1975
- Coppa Italia: 1

Milan: 1966-1967